# Championnat de Pologne de football de deuxième division 2018-2019
Navigation
I liga 2017-2018 I liga 2019-2020
La saison 2018-2019 du championnat de Pologne de football de deuxième division est la 71e saison de l'histoire de la compétition et la 11e sous l'appellation « I liga ». Ce championnat oppose dix-huit clubs polonais en une série de trente-quatre rencontres, disputées selon le système aller-retour où les différentes équipes s'affrontent une fois par phase, et où les deux premiers gagnent le droit d'accéder à la première division l'année suivante.

## Compétition

### Classement
| Rang | Équipe                         | Pts  | J  | G  | N  | P  | Bp | Bc | Diff |
| ---- | ------------------------------ | ---- | -- | -- | -- | -- | -- | -- | ---- |
| 1    | Raków Częstochowa              | 70   | 34 | 20 | 10 | 14 | 54 | 22 | +32  |
| 2    | ŁKS Łódź P                     | 69   | 34 | 20 | 9  | 5  | 58 | 23 | +35  |
| 3    | Stal Mielec                    | 64   | 34 | 18 | 10 | 6  | 59 | 28 | +31  |
| 4    | Sandecja Nowy Sącz R           | 55   | 34 | 14 | 13 | 7  | 35 | 29 | +6   |
| 5    | MKS GKS Jastrzębie P           | 48   | 34 | 12 | 12 | 10 | 43 | 38 | +5   |
| 6    | Podbeskidzie Bielsko-Biała     | 48   | 34 | 13 | 9  | 12 | 52 | 46 | +6   |
| 7    | GKS Tychy                      | 47   | 34 | 12 | 11 | 11 | 48 | 41 | +7   |
| 8    | Bruk-Bet Termalica Nieciecza R | 46   | 34 | 12 | 10 | 12 | 45 | 46 | -1   |
| 9    | Puszcza Niepołomice            | 44   | 34 | 12 | 8  | 14 | 37 | 45 | -8   |
| 10   | Chojniczanka Chojnice          | 42   | 34 | 10 | 12 | 12 | 49 | 49 | 0    |
| 11   | Stomil Olsztyn                 | 40-3 | 34 | 11 | 10 | 13 | 38 | 43 | -5   |
| 12   | Odra Opole                     | 40   | 34 | 10 | 10 | 14 | 47 | 58 | -11  |
| 13   | Warta Poznań P                 | 39   | 34 | 10 | 9  | 15 | 31 | 43 | -12  |
| 14   | Chrobry Głogów                 | 39   | 34 | 10 | 9  | 15 | 29 | 39 | -10  |
| 15   | Wigry Suwałki                  | 37   | 34 | 9  | 10 | 15 | 40 | 56 | -16  |
| 16   | Bytovia Bytów                  | 37   | 34 | 7  | 16 | 11 | 45 | 50 | -5   |
| 17   | GKS Katowice                   | 37   | 34 | 9  | 10 | 15 | 34 | 45 | -11  |
| 18   | Garbarnia Cracovie P           | 21   | 34 | 5  | 6  | 23 | 21 | 64 | -43  |

| Légende : Promotions et relégations | Légende : Promotions et relégations                              |
| ----------------------------------- | ---------------------------------------------------------------- |
|                                     | Promotion en Ekstraklasa : 1er et 2e                             |
|                                     | Relégation en II liga : 16e, 17e et 18e                          |
|                                     | R : Relégué de première division P : Promu de troisième division |